# 渡口初美
渡口 初美（とぐち はつみ、1935年1月15日 - 2020年11月26日）は、日本の料理研究家、政治家。元那覇市議会議員。

## 来歴
沖縄県那覇市出身。父親は実業家・政治家の高良一。沖縄県立那覇高等学校卒業、東京国際クッキングスクール卒業。
沖縄県那覇市三原の郷土料理店「まんがん」を経営。また、琉球料理研究家として活動。主な著書として『渡口初美の琉球の家庭祭祀』『沖縄の葬祭と祖先供養』『琉球料理と御火の神様』など、沖縄の年中行事、祖先供、伝統料理などの書籍がある 。日本各地での琉球料理の講習会の開催でも活動している。料理漫画『美味しんぼ』では単行本28巻で、主人公に料理を提供する役として登場している。
2020年11月26日、肺炎のため那覇市内の病院で死去。85歳没。

### ラジオ番組「渡口初美のユンタク」
2017年11月より、自身のラジオ番組FMレキオ「渡口初美のゆんたく」にて、長男である渡口昇氏がゲスト出演したことから、ベーシックインカムについて討論を始める。公共の電波らしからぬ親子での本音のトークや、沖縄の文化・精神の話、「そうですね〜」の仲村健氏との最先端のベーシックインカム議論が繰り広げられ、根強いファンも多い。
翌年3月には、沖縄県立博物館・美術館での「ベーシックインカムUBI春祭りin沖縄2DAYS」にてパネルディスカッションに登壇し、沖縄の経済、伝統芸能について語る。

### 2018年度 沖縄県知事選挙にベーシックインカム実現を公約に出馬
2018年9月30日、2018年沖縄県知事選挙に「ベーシックインカムを沖縄で実現する」ことを公約に出馬。
無条件に沖縄県民一人一人に、電子マネーで毎月30万円を給付し（使わなかった分は毎月リセット）、消費税30%を環流させる消費税環流モデルを提示し、3,482票を獲得するも4位で落選、供託金は没収された。